# Kamil al-Dżadirdżi
Kamil al-Dżadirdżi, w literaturze także w formie dialektalnej al-Czadirczi (ur. 1897, zm. 1964) – iracki polityk.

## Życiorys
Pochodził z zamożnej rodziny z Bagdadu. Jego ojciec za rządów osmańskich był burmistrzem miasta. Był członkiem założonej przez arabskich oficerów armii tureckiej stowarzyszenia patriotycznego Sprzysiężenie>.
W niepodległym Iraku związał się z opozycyjną grupą Al-Ahali. Grupa ta domagała się zmian w porządku społecznym w Iraku, wskazując, iż dominująca warstwa zamożnych posiadaczy ziemskich, najbogatszych kupców oraz urzędników państwowych przedkładała prywatne interesy nad dobro państwa, przyczyniając się do pogarszania sytuacji gospodarczej w kraju i wzrostu ubóstwa. W 1935 razem z Dżafarem Abu at-Timmanem i Hikmatem Sulajmanem tworzył jej komitet centralny. Mimo swoich zdecydowanie prodemokratycznych poglądów poparł pomysł przeprowadzenia zamachu stanu przeciwko rządowi Jasina al-Haszimiego. Zamach ten w 1936 przeprowadził Hikmat Sulajman razem z gen. Bakrem Sidkim. Sulajman wymusił następnie na królu Ghazim nominację na premiera. Al-Dżadirdżi wszedł do rządu Sulajmana, jednak już po roku złożył dymisję, rozczarowany faktem, że Sulajman dążył do władzy autorytarnej i zrezygnował z reform, których wcześniej domagała się al-Ahali, a po niej współtworzone przez al-Dżadirdżiego Stowarzyszenie Reformy Ludowej (demokratyzacja kraju, wprowadzenie przepisów o płacy minimalnej, ustalenie maksymalnej długości dnia pracy, uchwalenie ustawy o prawach i obowiązkach rolników, wprowadzenie podatku spadkowego oraz podatku liniowego.
Po rozpadzie al-Ahali (stowarzyszenie i jego gazeta w 1937 zostało zdelegalizowane) Dżadirdżi stanął na czele Partii Narodowo-Demokratycznej. Głosiła ona program reform zbliżony do tego, który dawniej formułowało Stowarzyszenie Reformy Ludowej; wyraźnie poszukiwała wyborców wśród irackich szyitów. Domagała się również uzyskania przez Irak całkowitej niezależności względem Wielkiej Brytanii. Jego partia, w odróżnieniu od kilku innych ugrupowań opozycyjnych, mogła funkcjonować w Iraku po II wojnie światowej. W 1946 jej gazeta Sawt al-Ahali została zamknięta po tym, gdy wystąpiła z ostrą krytyką premiera Arszada al-Umariego, któremu zarzuciła dążenie do dyktatury. Sam al-Dżadirdżi, jako właściciel pisma, został oskarżony o podżeganie do buntu i skazany na sześć miesięcy ciężkich robót. Jego proces, w którym w obronie oskarżonego występowało 21 adwokatów, stał się głośny w całym kraju. Ostatecznie wyrok został uchylony przez sąd apelacyjny, a Sawt al-Ahali po sześciotygodniowej przerwie zaczęła wychodzić ponownie.
Po rewolucji w Iraku w 1958 przywódca zbuntowanych oficerów Abd al-Karim Kasim zaproponował al-Dżadirdżiemu utworzenie pierwszego w historii Iraku rządu republikańskiego, złożonego z cywilów. Al-Dżadirdżi odmówił, sugerując, by gabinet utworzyli oficerowie, a władzę przekazali cywilom, gdy sytuacja państwa się ustabilizuje. Jego partia otrzymała zgodę na działalność w rewolucyjnym Iraku, szybko jednak doszło w niej do rozłamu. Gdy stało się jasne, że po rewolucji w Iraku nie zapanowała demokracja, al-Dżadirdżi bez powodzenia próbował przekonać Kasima do ustanowienia systemu wielopartyjnego.